# Salvatore Todisco
Salvatore Todisco (ur. 30 sierpnia 1961 w Neapolu, zm. 25 listopada 1990 w Todi) – włoski bokser.
W 1984 został srebrnym medalistą igrzysk olimpijskich w Los Angeles w wadze papierowej.
W 1983 został wicemistrzem Europy w tej samej wadze.
Dwukrotny brązowy medalista igrzysk śródziemnomorskich w wadze papierowej: z 1983 i 1987.
Zginął w wypadku samochodowym.